# Manfred Flügge
Manfred Flügge (3. března 1946, Kolding, Dánsko – 30. března 2025) byl německý spisovatel.

## Životopis
Pochází z východopruské rodiny uprchlíků a od roku 1948 trávil své mládí a dětství v Porúří. Navštěvoval Adalbert-Stifter-Gymnasium v Castrop-Rauxel, kde v roce 1965 složil maturitu. V období 1965 až 1974 studoval romanistiku a dějiny v Münsteru a Lille. Roku 1974 promoval na doktora filozofie. Nejprve pracoval v Hagenu a v letech 1976 až 1990 jako docent a asistent na Freien Universität Berlin, kde v roce 1981 habilitoval. Od roku 1990 je spisovatelem na volné noze. V roce 1992 získal cenu Ingeborgy Bachmannové v Klagenfurtu. V současnosti žije v Paříži a Berlíně.
Manfred Flügge je autorem románů, povídek, biografií, recenzí, divadelních a rozhlasových her. Také překládá z francouzštiny.
Od roku 1999 byl členem německého PEN klubu.

## Dílo (výběr)

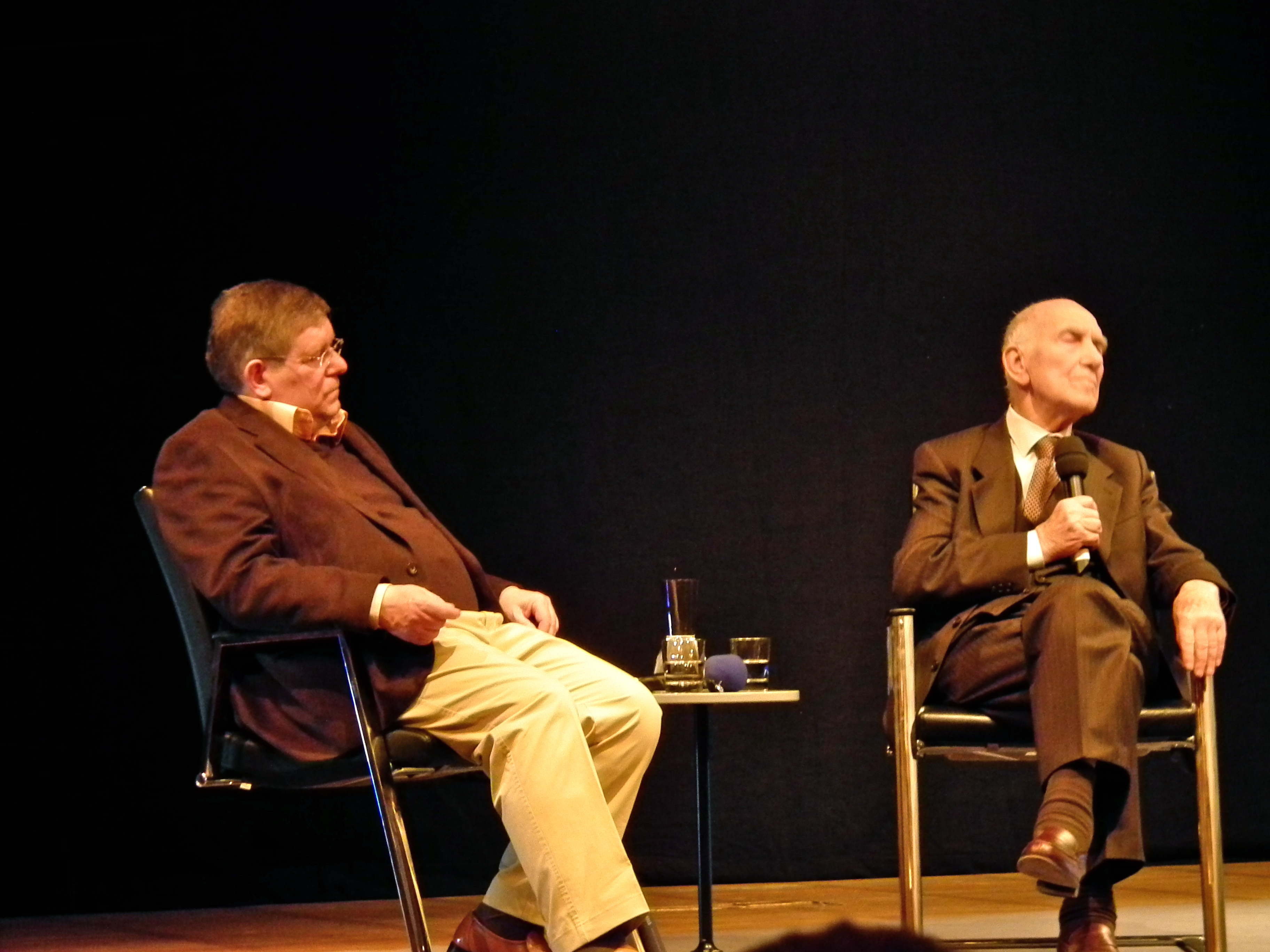
Manfred Flügge (vlevo) a Stéphane Hessel

- Die Artikulation der narrativen Invarianten, Münster 1974
- Verweigerung oder neue Ordnung, Rheinfelden 1982 (2 díly)
- Paris ist schwer. Deutsche Lebensläufe in Frankreich, Berlín 1992.
- Gesprungene Liebe. Die wahre Geschichte zu „Jules und Jim“, Berlín 1993
- Die Wiederkehr der Spieler. Tendenzen des französischen Romans nach Sartre, Marburg 1993
- Meine Sehnsucht ist das Leben. Eine Geschichte aus dem deutschen Widerstand, Berlín 1996
- Wider Willen im Paradies. Deutsche Schriftsteller im Exil in Sanary-sur-Mer, Berlín 1996
- Zu spät für Amerika. Roman, Berlín 1998 (autobiografický román)
- Der Engel bin ich. Begegnungen in Los Angeles, Berlín 1999
- Figaros Schicksal. Das Leben des Pierre-Augustin Caron de Beaumarchais, Mnichov 2001
- Heinrich Schliemanns Weg nach Troia. Die Geschichte eines Mythomanen, Mnichov 2001
- Die Unberührbare. Ein Lebensroman, Berlín 2001
- Rettung ohne Retter oder: Ein Zug aus Theresienstadt, Mnichov 2004
- Heinrich Mann. Eine Biographie, Reinbek 2006
- Ich erinnere mich an Berlin. Erlebtes und Erfundenes, Berlín 2006
- Die vier Leben der Marta Feuchtwanger. Biographie, Berlín 2008
- Das flüchtige Paradies. Künstler an der Côte d'Azur, Berlín 2008
- Stéphane Hessel - Ein glücklicher Rebell, Berlín 2012

## Vydaná díla
- Franz Hessel: Letzte Heimkehr nach Paris, Berlín 1989
- Gérard Sandoz: Gérard Sandoz – ein Leben für die Verständigung, Marburg 1990
- Jean Anouilh: Antigone. Becket oder Die Ehre Gottes, Frankfurt/M. 1992
- Zofía Jasinska: Der Krieg, die Liebe und das Leben. Eine polnische Jüdin unter Deutschen, Berlín 1998
- Inge Ginsberg: Die Partisanenvilla. Erinnerungen an Flucht, Geheimdienst und zahlreiche Schlager, Mnichov 2008

## Překlady
- Pascal Bruckner: Ich kaufe, also bin ich, Berlín 2004
- Jacques Duquesne: Opa, was ist Gott?, Mnichov 2000
- Dominique Fernandez: Der Triumph des Paria, Marburg 1993
- Dominique Fernandez: Die zwölf Musen des Alexandre Dumas, Berlin 2002
- José-Alain Fralon: Der Gerechte von Bordeaux, Mnichov 2001
- Max Gallo: Napoleon, Berlín
  - 1. Erstes Buch: Der Aufbruch; Zweites Buch: Die Sonne von Austerlitz, 2002
  - 2. Drittes Buch: Kaiser der Könige; Viertes Buch: Der Unsterbliche, 2002
- Marek Halter: Der Messias-Code, Berlín 2005
- Pierre Merle: Robert Merle. Ein verführerisches Leben. Biographie, Berlín 2009
- Pierre Mertens: Ein Fahrrad, ein Königreich und der Rest der Welt, Berlín 1996
- Emmanuel Moses: Tanzender Staub im Sonnenlicht, Berlín 2000
- Georges Moustaki: Sohn des Nebels, Mnichov 2001
- Pierre Radvanyi: Jenseits des Stroms, Berlín 2005
- Annette Wieviorka: Mama, was ist Auschwitz?, Berlín 2000